# Валуф
Валуф (њем. Walluf) општина је у њемачкој савезној држави Хесен. Једно је од 17 општинских средишта округа Рајнгау-Таунус. Према процјени из 2010. у општини је живјело 5.600 становника. Посједује регионалну шифру (AGS) 6439017.

## Географски и демографски подаци
Валуф се налази у савезној држави Хесен у округу Рајнгау-Таунус. Општина се налази на надморској висини од 90 метара. Површина општине износи 6,7 km². У самом мјесту је, према процјени из 2010. године, живјело 5.600 становника. Просјечна густина становништва износи 831 становника/km².

## Међународна сарадња
| Мјесто | Држава    | Врста сарадње | Од    |
| ------ | --------- | ------------- | ----- |
|        | Француска | партнерство   | 1965. |
| Извор  |           |               |       |